# Sergio Stipanic
Sergio Stipanic (Montevideo, 22 de setiembre de 1944 - idem., 27 de diciembre de 2016) fue un escritor, periodista y maestro de escuela uruguayo.

## Biografía
Egresó como maestro en 1970 y en 1976 se radicó en Buenos Aires, donde trabajó en el diario Clarín. En esa ciudad publicó en 1981, su obra de poesía, "El pescador perdido". La revista cultural porteña "Pájaro de fuego" en su reseña de este libro afirmó que Stipanic mostraba "Cierta nostalgia y un buen manejo de los elementos cotidianos" a la vez que "Utiliza muy bien la prosa poética, donde el ritmo, bien modulado no decae."
En el año 1982, publicó, también en la capital argentina, "Punta del Este, mate y candombe". Ese mismo año, recibió en España, un premio por el cuento "Candombe: el tiempo es único e irreversible", que se mantiene inédito.
De regreso a Uruguay, trabajó como periodista en la sección cultural del periódico Últimas Noticias, y de El País. Fue maestro de escuela y publicó en 1992 un libro de cuentos infantiles "Cuentos para leer en la escuela", en coautoría con Rosina Sacarelo y con ilustraciones de Ana Inés Escobar. Año siguiente, publicó "Con la frente marchita", editado por Botella al mar.
En el 2006 un texto suyo apareció en la antología de escritores argentinos y uruguayos "Narradores de las dos orillas", publicado por Botella al mar. Al año siguiente, se publicó el que sería su último libro, titulado "El cara de niño".
Tuvo dos hijos, Ivan Stipanic y Fabián Barros y falleció en Montevideo en el año 2016.

## Obra
- El pescador perdido (Buenos Aires, 1981)
- Punta del Este, mate y candombe (Buenos Aires, 1982)
- Cuentos para leer en la escuela (en coautoría con Rosina Sacarelo. Montevideo 1992)
- Con la frente marchita (Montevideo, 1993)
- Final de un juego (Montevideo, 1998)
- Moulin (Editorial Fin de Siglo. Montevideo, 2003)
- El cara de niño (2007)